# BitChute
BitChute este un site web ce oferă servicii de video hosting, unde utilizatorii pot încărca, distribui și viziona clipuri video. El a fost fondat de Ray Vahey în ianuarie 2017.